# رمپ راستگرد

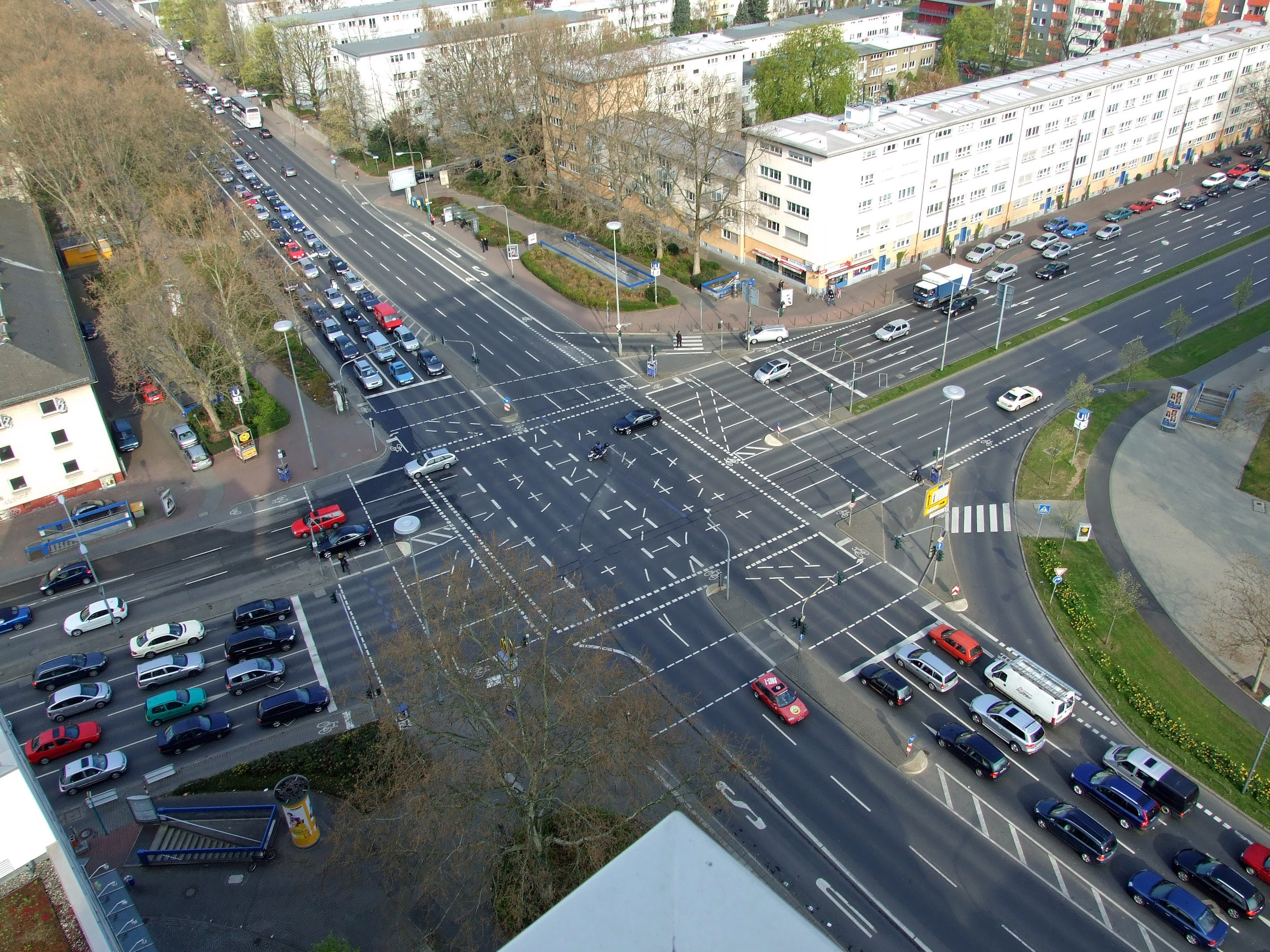
یک تقاطع اصلی در فرانکفورت آلمان که دارای دو رمپ راستگرد و چندین جزیرک ایمنی می‌باشد. خطوطی نیز برای بهبود ایمنی و تشویق به دوچرخه سواری نیز در تصویر قابل مشاهده است.

رمپ راستگرد، رمپ گردش یا مسیر ویژه گردش به راست که در زبان انگلیسی آمریکایی «slip lane» و در انگلیسی بریتانیایی «filter lane» شناخته می‌شود، جاده‌/مسیری در بعضی از تقاطع‌ها می‌باشد که به رانندگان اجازه می‌دهد بدون وارد شدن به تقاطع، جاده/خیابان خود را را تغییر دهند.
برخی از تقاطع‌هایی که توسط چراغ‌های راهنمایی کنترل می‌شوند، دارای یک رمپ راستگرد هستند که به خودروها اجازه می‌دهد از تقاطع و بدون نیاز به ایستادن در پشت چراغ‌های راهنمایی از تقاطع عبور کنند. رمپ‌های راستگرد به کاهش ازدحام و بهبود ترافیک موتوری و زمان سفر آنان کمک می‌کند، زیرا ترافیکی که در حال گردش است مجبور نیست در مقابل چراغ راهنمایی توقف کند و می‌تواند بدون کاهش سرعت قبلی خود به مسیر ادامه دهد. دو نوع رمپ راستگرد در تقاطع‌ها وجود دارد: رمپ‌های راستگردی که به پایان می‌رسند و نیاز به پیوستن به ترافیک جاده اصلی دارند و رمپ‌های راستگردی که به عنوان یک خط ترافیکی دیگر به جاده اصلی می‌پیوندند.

## قوانین

### استرالیا

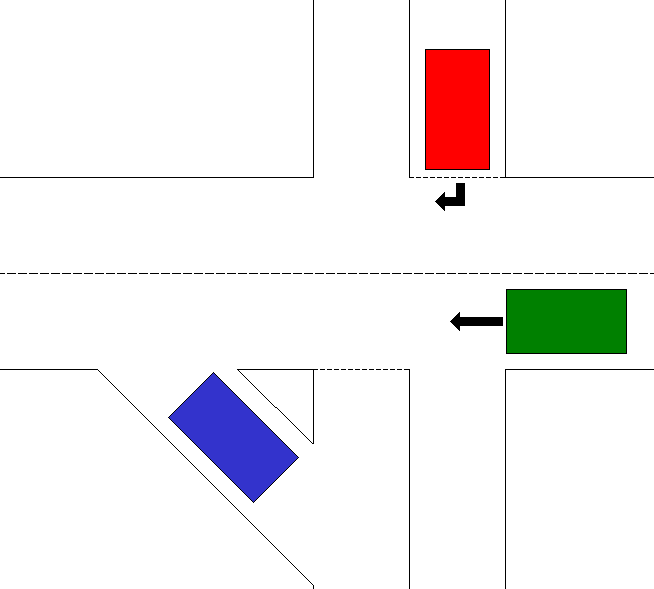
تصویر (ترافیک سمت چپ): وسیله نقلیه آبی رنگ در مسیر ویژه گردش به راست که باید با رعایت حق تقدم به خودروهای سبز و قرمز اجازه عبور بدهد.

در استرالیا، قبل از ورود به یک رمپ راستگرد، رانندگان باید مراقب باشند که نقاط کور آنها از سایر رانندگان، دوچرخه سواران و عابران پیاده دور باشد. سپس رانندگان باید به هر عابر پیاده ای که از رمپ راستگرد عبور می‌کند، اجازه عبور بدهند. قبل از پیوستن به جاده اصلی از یک رمپ راستگرد، رانندگان باید حق تقدم خود را به ترافیک‌های دیگر بدهند، حتی اگر با انحراف یا سایر کنترل‌های ترافیکی مواجه شوند.

### ایران
در ایران گردش به راست هنگام قرمز بودن چراغ راهنمایی غیر قانونیست و گردش به راست فقط در صورت وجود علامت راهنمایی «گردش به راست مجاز است» یا وجود رمپ راستگرد قانونی می‌باشد.

## عابرین پیاده

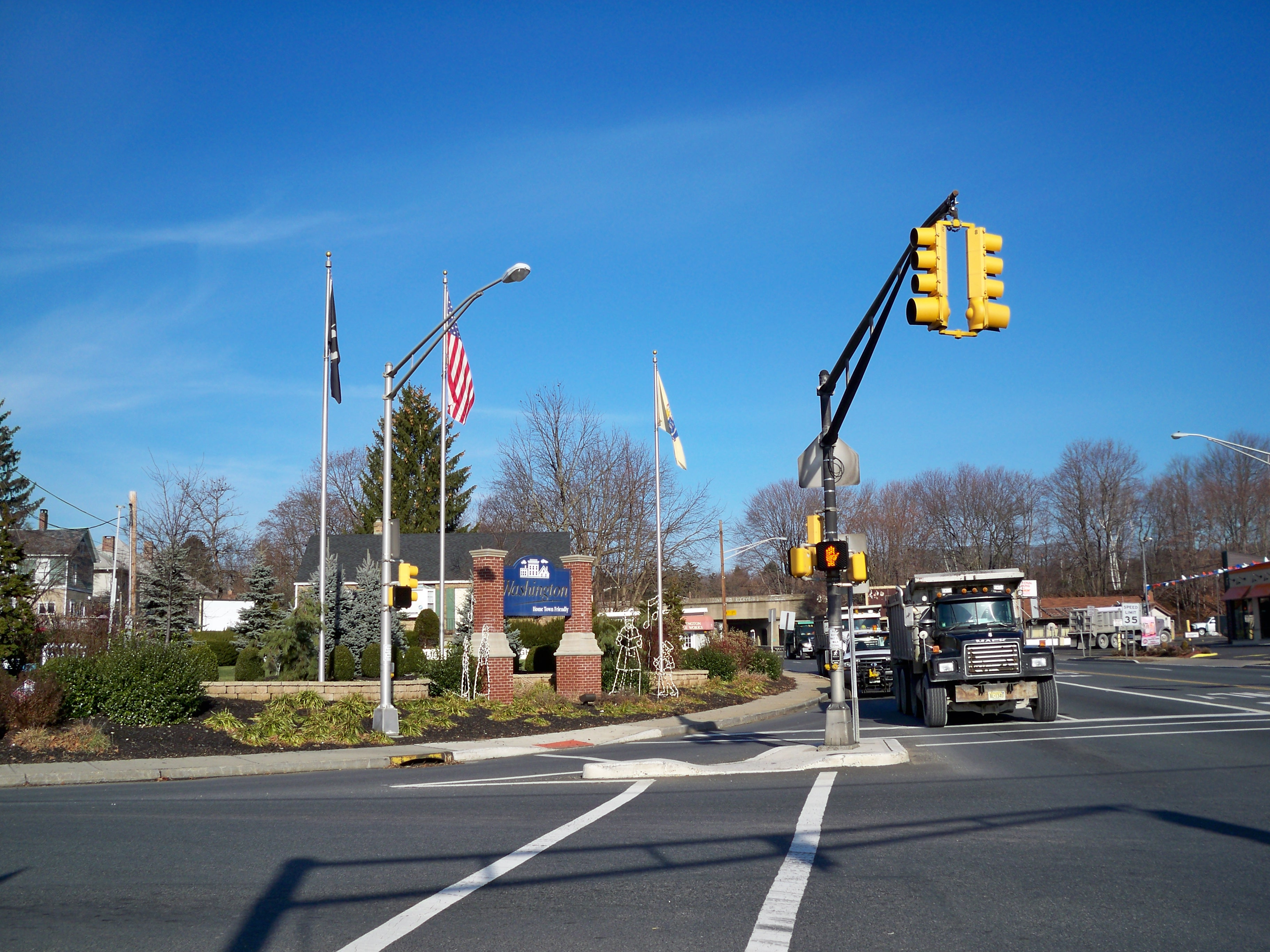
مرتبط

در کشورهایی مانند بریتانیا که برخورد جزئی بین عابران پیاده و تردد وسایل نقلیه مجاز نیست، می‌توان از رمپ‌های راستگرد به عنوان بخشی از تسهیلات «پیاده‌روی با ترافیک» استفاده کرد. به‌طور معمول، سیگنال‌های عابر پیاده در بریتانیا روی یک مرحله «کاملاً مخصوص عابر پیاده» کار می‌کنند که در آن تمام ترافیک خودرویی نگه داشته می‌شود و به همه گذرگاه‌های عابر پیاده علامت سبز داده می‌شود.

## خطرات
سازمان «Strong Towns» استدلال می‌کند که رمپ‌های راستگرد فقط برای اولویت دادن به سرعت ترافیک موتوری وجود دارد و خواستار حذف رمپ‌های راستگرد در خیابان‌های محلی است.
هنگامی که رمپ‌های گردشی به طرز نادرستی طراحی شوند، می‌توانند یک عنصر طراحی خطرناک باشند. به دلایل طراحی شهری و ایمنی عابر پیاده، بسیاری از مقامات کنترل جاده به‌طور فعال آنها را در محیط‌های شهری و برون‌شهری حذف می‌کنند. اگر ملاحظاتی مانند ایمنی عابر پیاده به حدی برسد که تمایل به تسهیل عبور آزاد خودروها را نادیده بگیرد، ممکن است لازم باشد رمپ‌های گردش به راست حذف شوند.
برای به حداقل رساندن خطرات برخورد، می‌توان رمپ‌های گردشی را طوری شکل داد که با زاویه ای بالاتر از ۴۵ درجه که در طرح نشان داده شده‌است، وارد جریان ترافیک شوند. به چنین مسیرهایی، مسیرهای با رمپ‌گردش دارای زاویه ورودی بالا گفته می‌شود.